# Пешна
Пешна (мкд. Пешна) једна је од пећина у Северној Македонији, која је проглашена за споменик културе. На зидовима пећини се гнезде ласте а у њеној унутрашњости живе и слепи мишеви. О лепоти пећине писао је и Њујорк Тајмс, који, у свом чланку, пећину упоређује са сценама из филма Господар прстенова.

## Положај и пространство
Пећина Пешна, налази се на шест километра од Македонског Брода.
Висина отвора износи 40 метара а ширина 56 метара. Дужина пећине је 124 метара. Македонски спелеолози тврде да је пећина са највећим отвором на Балкану.

## Опис
На крајњем северном делу пећине, избија извор, у време великих киша или након отапања снега. У сушним периодима године, извор готово потпуно пресуши.
Људи који тамо живе сматрају да вода понире око села Крапа, које се налази на вишој надморској висини, и да вода формира неколико језера и водопада, што се сматра за највећи пештерски систем у Македонији, дугачак око десет километара.

## Историјат
На улаз у Пешну, налази се средновековна тврђава и древни остатци млина. Део тврђаве који је остао неуништен, сматра се остатком некадашње „Девине куле”, што се најбоље уочава у унутрашњости пећине.
Локалне легенде кажу да су у две тврђаве живеле сестре краља Марка.
Пешна је као локалитет установљен у периоду касног античког доба у Македонији.
У близини села Слатина, испред самог улаза у пећину, откривена је античка гробница, са сводом од тугле, и спољни улаз са западне стране.